# Marina Faustová
Marina Faustová (nepřechýleně Marina Faust; * 1950) je rakouská umělkyně a fotografka.

## Životopis
Marina Faustová začala pracovat v osmnácti letech jako fotografka ve Vídni. V letech 1974 až 1975 spolupracovala se společností Magnum Photos. V 80. letech vystavovala své práce v Galerii Agathy Gaillardové v Paříži ve Francii.
Faustová od roku 1990 spolupracuje jako fotografka s francouzskou značkou luxusního oblečení Maison Margiela.
V roce 1995 začala Faustová pracovat s dalšími médii, včetně koláží, videí a objektů. V letech 2000-2001 vyučovala na École nationale supérieure des Beaux-Arts. Její dílo cestovních židlí, poprvé představená na Song Song ve Vídni v roce 2007, je součástí sbírky Museum für angewandte Kunst Wien a je vystavena v muzeu současného umění Contemporary Art Tower ve Vídni. Její fotografické série jsou pravidelně publikovány ve francouzském uměleckém časopise Frog.
V říjnu 2012 byla její spolupráce s rakouským umělcem Franzem Westem, „Talk without Words (Christopher Wool)“, vystavena v Gagosian Gallery v Londýně.